# Pompeius Strabo
Gnaeus Pompeius Strabo, död 87 f.Kr., ibland även Gnaeus Pompejus Strabo, växte upp i Picentum. Han var systerson till poeten Gaius Lucilius, som i sin tur var vän till den romerske generalen Scipio Aemilianus Africanus. Strabo var den första av gens Pompeia att få sitta i senaten. Strabo gjorde militär karriär, blev cursus honorum och promagistrat på Sicilien år 93 f.Kr. År 89 f.Kr. blev han konsul tillsammans med Lucius Porcius Cato.

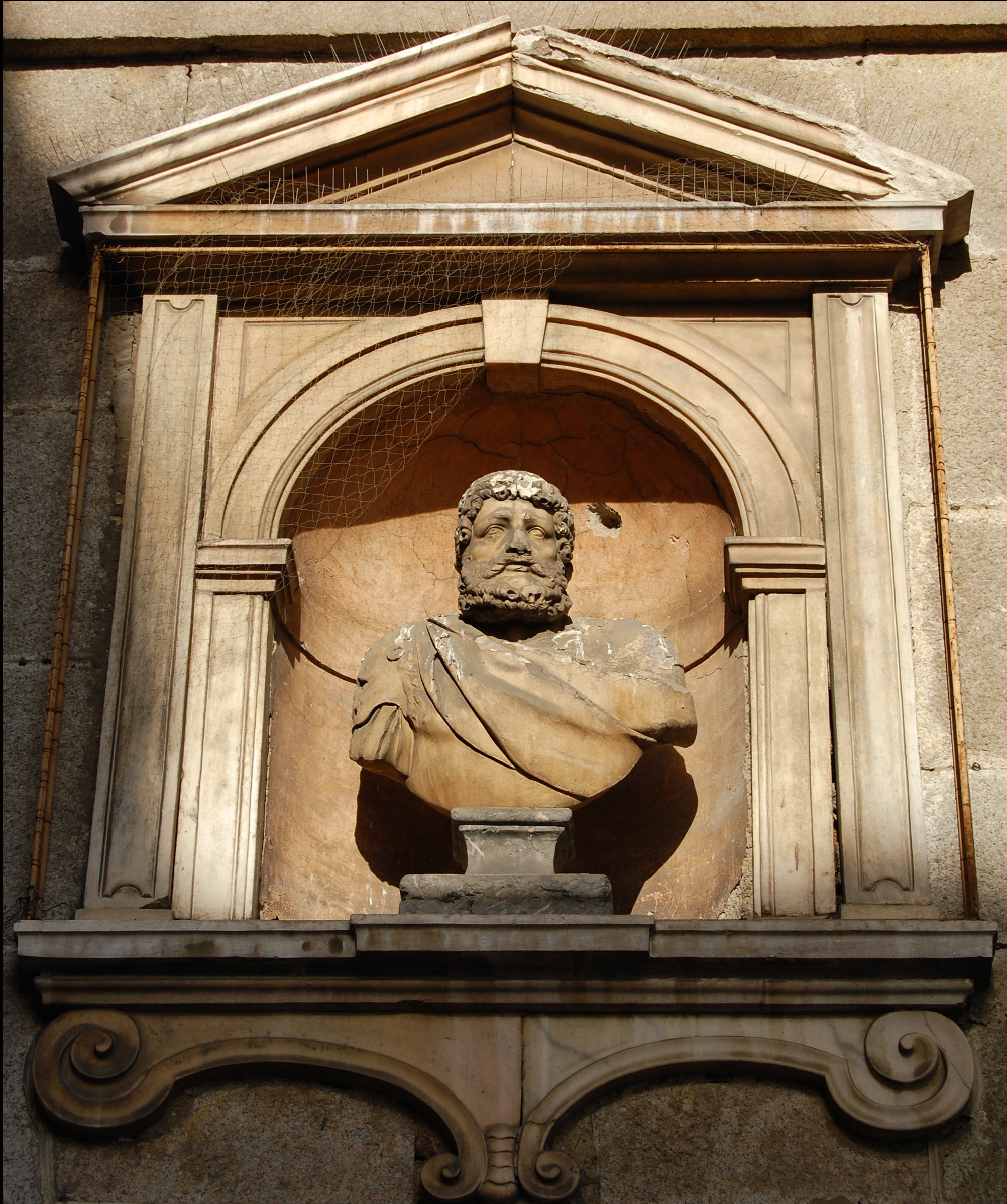

År 89 f.Kr. var den romerska republiken i krig mot ett flertal folk och städer man var i förbund med. Dessa bundsförvanter, eller  socii, var motparten i bundsförvantskriget. De tre legioner som löd under Strabo hade en avgörande roll för romarnas framgångar i kriget. 
Sedan kriget och konsulskapet avslutats drog sig Gnaeus Pompeius Strabo tillbaka till Picentum tillsammans med sina veteraner. Där förblev han fram till 87 f.Kr., då han hörsammade Sullas begäran om hjälp mot general Gaius Marius. Då Strabo valde att blanda sig i det politiska spelet ersatte Sulla honom sedan med en man som då dödades av Strabos soldater. När Strabo senare dog i pesten, släpades hans kropp genom gatorna. Hans son, Pompejus, förde legionerna tillbaka till Picentum.